# Live in London (Judas Priest)

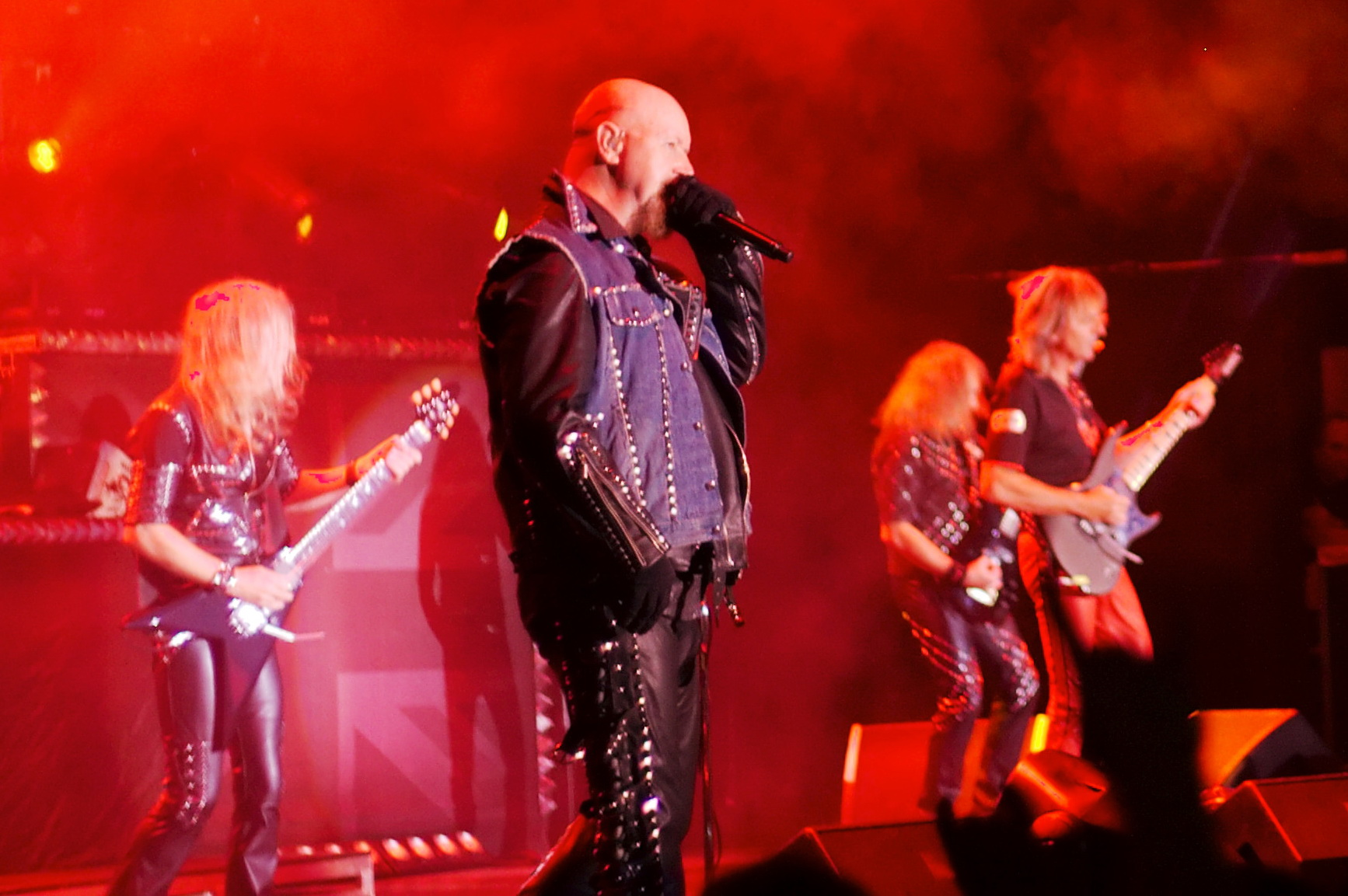
Band

Live in London è il secondo e ultimo album live dei Judas Priest con alla voce Tim "Ripper" Owens, è stato pubblicato nel 2003 in seguito all'album Demolition.

## Tracce

### Disco 1
1. Metal Gods
2. Heading Out to the Highway
3. Grinder
4. A Touch of Evil
5. Blood Stained
6. Victim of Changes
7. The Sentinel
8. One on One
9. Running Wild
10. The Ripper
11. Diamonds & Rust
12. Feed on Me

### Disco 2
1. Beyond The Realms Of Death
2. Burn In Hell
3. Hell Is Home
4. Breaking The Law
5. Desert Plains
6. You've Got Another Thing Comin'
7. Turbo Lover
8. Painkiller
9. Hellion / Electric Eye
10. United
11. Living After Midnight
12. Hell Bent For Leather
13. Untitled - (hidden track)

## Formazione
- Tim "Ripper" Owens: voce
- K.K. Downing: chitarra
- Glenn Tipton: chitarra
- Ian Hill: basso
- Scott Travis - batteria